# Vlag van Torhout
De vlag van Torhout werd al lang in gebruik, door de gemeenteraad op 2 juli 1981 officieel vastgesteld als de gemeentelijke vlag van de West-Vlaamse gemeente Torhout. Op 3 december 1984 werd hij door het Bestuur van Vlaanderen bevestigd en uiteindelijk gepubliceerd op 8 juli 1986 in het officiële Belgisch Staatsblad.
Officieel wordt de vlag beschreven als:
Drie even lange banen van zwart, van wit en van groen.
De kleuren van de vlag zijn afkomstig op het gemeentewapen.

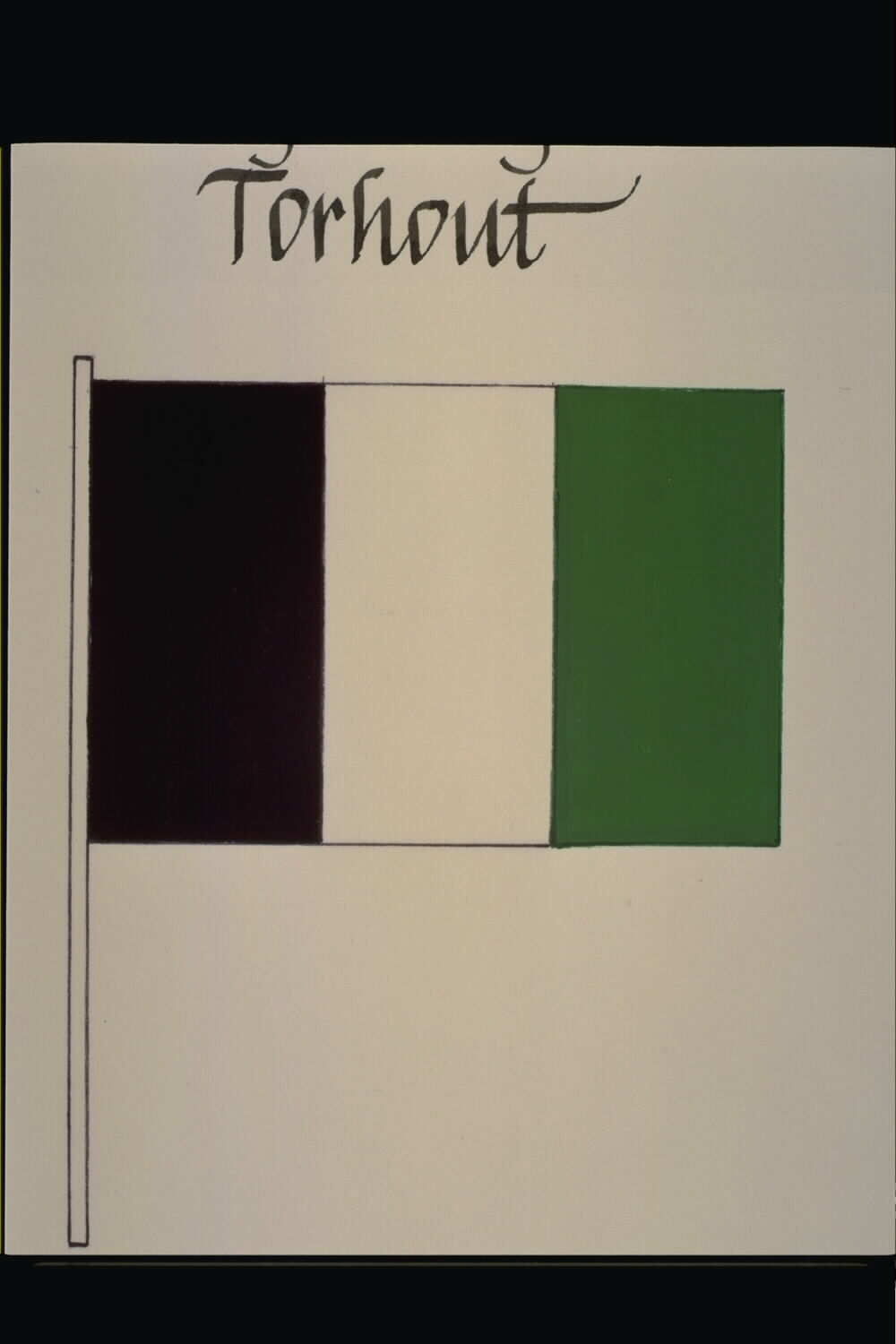
Officiële tekening van de vlag